# 2e division blindée
La 2ª Divisione corazzata (in francese 2e division blindée, 2e DB) era una formazione corazzata costituita nel 1943 durante la seconda guerra mondiale dalle Forze Francesi Libere del generale Charles de Gaulle per partecipare all'imminente campagna degli Alleati per liberare la Francia occupata dalla Germania nazista.
Equipaggiata con il moderno ed efficiente materiale fornito dagli Stati Uniti d'America, la divisione venne reclutata tra i veterani francesi della campagna d'Africa e assegnata al comando del già famoso generale Philippe Leclerc. Sbarcata in Francia il 3 agosto 1944 con le forze di rincalzo previste dall'operazione Overlord, prese parte brillantemente alla fase finale della battaglia di Normandia. Dopo la vittoria, i mezzi corazzati francesi della 2e DB ebbero un ruolo decisivo nella rapida avanzata verso Parigi dove, secondo le pressanti richieste del generale de Gaulle, entrarono per primi.
La 2e division blindée continuò a dimostrare le sue notevoli capacità nella guerra di movimento con mezzi corazzati, grazie anche all'elevato morale dei suoi soldati e alle qualità dei suoi comandanti. Trasferita nel settore meridionale del fronte occidentale, sconfisse il 13 settembre 1944 i panzer tedeschi nella battaglia di Dompaire, liberò Strasburgo il 23 novembre 1944 e partecipò alla campagna finale in Germania arrivando fino al rifugio alpino di Adolf Hitler di Berchtesgaden il 4 maggio 1945.
Dopo la seconda guerra mondiale venne inizialmente disattivata ma nel 1977 venne ricostituita e ritornò in servizio attivo nell'Armée de terre fino al 1999 quando è stata trasformata in 2e brigade blindée nel quadro del processo di riorganizzazione dell'esercito francese.

## Storia

### Le origini in Africa
Le origini della 2e division blindée risalgono alla famosa "colonna Leclerc" guidata dal colonnello Philippe de Hauteclocque "Leclerc", delle Forze della Francia Libera del generale Charles de Gaulle che il 1º marzo 1941 aveva ottenuto un brillante successo conquistando l'oasi di Kufra durante la guerra nel deserto nord-africano. Il giorno seguente le truppe francesi avevano pronunciato il celebre "giuramento di Kufra" in cui promettevano solennemente che avrebbero innalzato la loro bandiera dei francesi liberi a Parigi e a Strasburgo; il generale Leclerc e i suoi uomini sarebbero riusciti a mantenere questo giuramento nel 1944.
Nel 1942 la colonna Leclerc effettuò una serie di incursioni nel Fezzan libico contro i presidi italiani. Nel 1943 il Fezzan venne conquistato e la colonna Leclerc riuscì finalmente a congiungersi con le forze britanniche dell'8ª Armata, in avanzata da est dopo la vittoria di El Alamein, con cui partecipò alla campagna di Tunisia, mettendosi in evidenza particolarmente nel combattimento di Ksar Ghilane.

### Costituzione della 2e division blindée
Il 15 maggio 1943 la cosiddetta "forza L" del colonnello Leclerc venne ufficialmente trasformata in "2e division française libre" con sede a Sabratha in Libia e il 24 agosto 1943, dopo essersi trasferita a Temara in Marocco, cambiò ancora denominazione divenendo la 2e divisione blindée.
I suoi effettivi provenivano in parte dalla Forze francesi libere del generale de Gaulle e in parte delle truppe coloniali dell'Armée d'Afrique. Fu il primo caso durante la seconda guerra mondiale di fusione in una sola divisione di unità provenienti da questi due eserciti.
La 2e division blindée, di cui era previsto il trasferimento in Gran Bretagna, doveva rappresentare, secondo le esigenze degli americani e dei britannici, una unità "blanchie", costituita da soldati bianchi al momento della sua organizzazione nell'estate 1943 e non contare più soldati di colore. La realtà era diversa: per esempio il Régiment de Marche du Tchad proveniva essenzialmente dal Régiment de Tirailleurs Sénégalais du Tchad. Secondo alcuni storici, tra cui Christine Levisse-Touzé e Olivier Forcade, i nord-africani , circa 3.600, rappresentavano circa il 25% degli effettivi; inoltre erano presenti circa 500 volontari stranieri, principalmente repubblicani spagnoli.
Completamente riequipaggiata con il moderno materiale americano, la 2e division blindée si imbarcò l'11 aprile 1944 a Casablanca e Mers-el-Kébir per raggiungere la Gran Bretagna e fu sbarcata, dopo undici giorni di traversata, a Swansea. La divisione costituiva l'elemento di punta delle forze militari del generale de Gaulle e comprendeva persone dalle diverse e apparentemente contrastanti connotazioni ideali: cattolici oltranzisti, monarchici, comunisti, socialisti, repubblicani, volontari stranieri; in questo senso rappresentavano, nelle intenzioni del generale de Gaulle, un simbolo dell'auspicata unità nazionale per la rinascita della Francia.

### Battaglia di Normandia
A partire dal 1º agosto 1944 la 2e division blindée sbarcò sulle spiagge di Utah Beach e venne assegnata alla 3ª Armata americana del generale George Smith Patton che accolse personalmente il generale Leclerc al suo arrivo. La maggior parte dei soldati francesi, che ritornavano in patria dopo quattro o cinque anni di assenza, vissero con profonda emozione il momento dell'arrivo sul suolo francese.

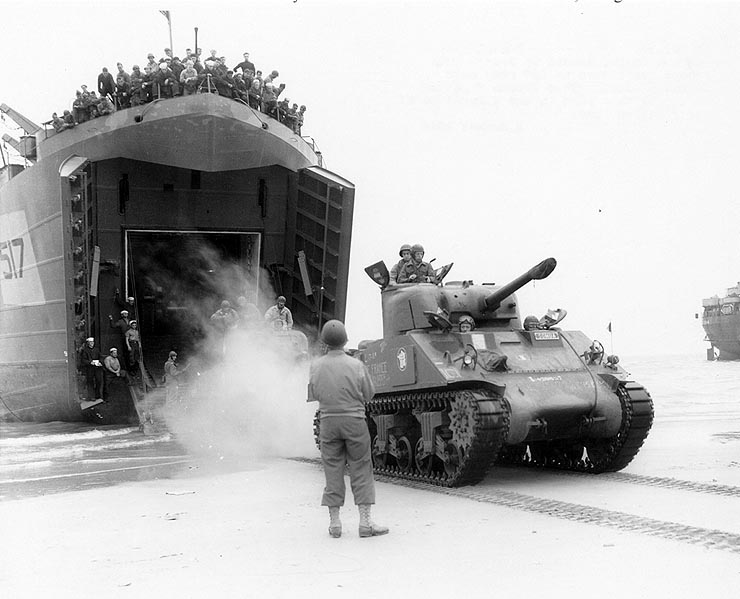
Un carro M4 Sherman della 2e division blindée sbarca in Normandia il 1º agosto 1944.

La divisione francese venne aggregata al XV corpo d'armata del generale Wade H. Haislip che era costituito anche dalla 5ª Divisione corazzata americana e dalla 79ª Divisione fanteria. Dopo il suo concentramento a La Haye-du-Puits, la 2e blindée ricevette l'ordine di avanzare rapidamente a sud lungo le strade del Cotentin, quindi verso Le Mans. Era in corso dal 25 luglio l'operazione Cobra che aveva provocato il crollo del fianco sinistro del fronte tedesco in Normandia. Un plotone del Groupement Tactique Langlade ebbe un breve scontro a fuoco a Mortain durante il contrattacco tedesco del 7 agosto, ma l'unità venne rapidamente ritirata per partecipare all'avanzata del resto della divisione. In effetti il generale Leclerc, approfittando dello sfondamento di Avranches, poté lanciare la sua divisione verso Vitré e Château-Gontier, quindi verso Le Mans.
Da Le Mans, l'attacco del XV corpo d'armata americano del generale Haislip in direzione d'Alençon era previsto per il 10 agosto alle ore 07.00. La manovra stabiliva, per raggiungere l'obiettivo, di far ruotare su Le Mans in direzione nord l'intera 5ª Divisione corazzata americana con un asse di avanzata Savigné-l'Évêque, Bonnétable, Marolles-les-Braults, Mamers, poi la forêt de Perseigne. La 2e division blindée del generale Leclerc ricevette la missione di progredire sulla sinistra degli americani lungo l'asse Le Mans-Alençon.
La città di Le Mans venne liberata dalle truppe americane l'8 agosto; la 2e division blindée aggirò la città da ovest e da nord. Da Sablé-sur-Sarthe, i francesi risalirono verso Loué. I tedeschi avevano organizzato una linea di difesa sull'asse Saint-Marceau a Bonnétable, con le truppe della 9. Panzer-Division, appena arrivata da Nîmes; erano anche presenti i resti di una divisione di fanteria e della Panzer-Lehr-Division, principalmente incaricati di rallentare l'avanzata alleata con delle imboscate anticarro.
Il generale Leclerc guidò i suoi reparti in testa al XV corpo d'armata. Dopo la Sarthe, la 2e division blindée avanzò all'avanguardia dello schieramento americano, realizzando un movimento di accerchiamento. Rapidamente le truppe del XV corpo progredivano verso nord, e furono i blindati francesi che liberarono Alençon il 12 agosto; i tedeschi furono colti di sorpresa dalla rapidità del movimento della divisione; la 2e blindée inflisse una dura sconfitta alla 9. Panzer-Division che dovette ripiegare a nord dopo aver perso la maggior parte dei suoi mezzi in una serie di scontri improvvisi contro i groupement tactique del tenente colonnello Louis Dio e del colonnello Paul de Langlade. Lo stesso generale Patton elogiò il generale Leclerc che sembrava applicare con successo la tattica dell'attacco ad oltranza fin dall'arrivo dei suoi uomini in Normandia.
Gli americani assegnarono quindi alla 2e DB il ruolo di elemento corazzato di punta incaricato di chiudere la sacca di Falaise, ma il 13 agosto i francesi dovettero affrontare le crescenti forze tedesche che stavano affluendo precipitosamente dal settore di Mortain. La divisione corazzata francese fu impegnata in scontri confusi tra mezzi corazzati nella foresta di Écouves contro i resti della 9. Panzer-Division e i reparti in arrivo della 2. Panzer-Division. Il posto di comando del generale Leclerc venne attaccato da alcuni panzer tedeschi che furono però distrutti a distanza ravvicinata dai carri M4 Sherman francesi; nella foresta rischiò di essere catturato lo stesso generale Heinrich von Lüttwitz, comandante della 2. Panzer-Division. A Carrouges i blindati francesi del colonnello de Langlade respinsero i mezzi corazzati della 2. Panzer-Division e della 1. SS "Leibstandarte Adolf Hitler", mentre a Écouché altri reparti del generale Leclerc, al comando del colonnello Pierre Billotte, ebbero la meglio contro un'unità meccanizzata della 116. Panzer-Division ed entrarono nella città.

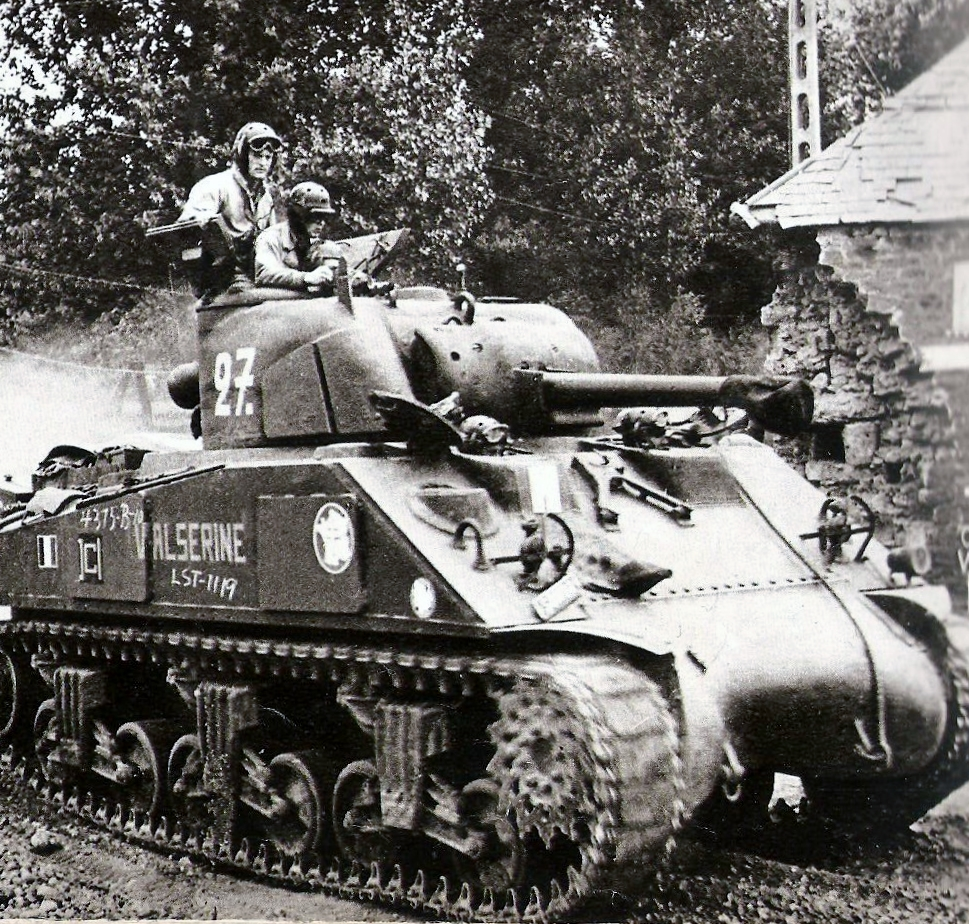
Carro M4 Sherman della 2e division blindée durante l'avanzata verso Alençon e Argentan.

Non ebbe successo invece l'incursione del gruppo da ricognizione della divisione, guidato dal tenente colonnello Roumantsioff, per occupare di sorpresa Argentan la sera del 13 agosto; i francesi furono respinti da reparti corazzati tedeschi della 116. Panzer-Division e dovettero ripiegare a sud della città. Divenne evidente che i tedeschi intendevano difendere con accanimento Argentan per impedire l'immediata chiusura della sacca di Falaise. Il generale Leclerc che occupava con i suoi reparti le alture a sud della città normanna, era impaziente di disimpegnare la 2e division blindée dai logoranti combattimenti in corso e chiese insistentemente l'autorizzazione di dirigere con il grosso delle sue forze verso est in direzione di Parigi per liberare la capitale. Dopo una serie di contrasti tra i capi francesi e l'alto comando americano, il generale Dwight Eisenhower diede l'autorizzazione al trasferimento della divisione corazzata francese verso est, alle dipendenze del V corpo d'armata del generale Leonard T. Gerow.
Durante la battaglia di Normandia, la 2e DB ebbe 133 morti, 648 feriti e 85 dispersi; le perdite materiali della divisione furono: 76 veicoli corazzati, 7 cannoni, 27 semicingolati e 133 altri veicoli. Nello stesso periodo la divisione blindata francese rivendicò di aver inflitto ai tedeschi, la perdita di 4.500 soldati e di aver catturato 8.800 prigionieri, mentre le perdite materiali tedesche in combattimento contro la 2e division blindée furono di 117 carri armati, 79 cannoni e 750 veicoli motorizzati. La divisione si era dimostrata nella sua prima battaglia tra Alençon e Argentan una delle unità meccanizzate migliori delle forze di spedizione alleate e aveva combattuto con successo contro reparti tedeschi appartenenti ad almeno cinque esperte Panzer-Division.
Durante i combattimenti in Normandia la 2e division blindée combatté suddivisa, secondo i metodi applicati dalle divisioni corazzate americane, in tre raggruppamenti tattici (groupement tactique), affidati ad una serie di abili ufficiali che si sarebbero distinti fino alla fine della guerra: i colonnelli Pierre Billotte, il figlio del generale Gaston Billotte, Paul de Langlade, e Joseph Putz; i tenenti colonnelli Jules Minjonnet, Nicholas Roumiantsoff e Louis Dio, ed i capitani Jacques Massu e Raymond Dronne. Nonostante i brillanti risultati raggiunti, non mancarono incomprensioni tra i militari francesi, ansiosi di battersi e di mostrare le loro qualità, e i generali americani; in particolare la 2e division blindée venne criticata per aver deviato dalle strade assegnategli dai piani e in questo modo di aver intralciato e ritardato l'avanzata sul suo fianco destro della 5ª Divisione corazzata americana che puntava a sua volta su Argentan.

### Liberazione di Parigi
La 2e division blindée dovette attendere fino al 22 agosto per ricevere l'autorizzazione definitiva del comando americano per dirigere tutte le sue forze verso Parigi; nei giorni precedenti il generale Leclerc aveva avuto forti contrasti con il generale Gerow che intendeva mantenere l'assoluto controllo dei reparti francesi mentre al contrario un reparto da ricognizione al comando del tenente colonnello de Guillebon si era già messo in movimento senza autorizzazione. Il generale Leclerc manifestò il suo malcontento con il generale Omar Bradley mentre a Londra il generale de Gaulle e il generale Pierre Koenig esercitarono forti pressioni per favorire l'iniziativa della divisione corazzata. Infine nel pomeriggio del 22 agosto il generale Bradley poté comunicare al generale Leclerc che il generale Eisenhower aveva dato il suo consenso; egli quindi poteva avanzare sulla capitale, mentre la 4ª Divisione fanteria americana avrebbe coperto il fianco destro.

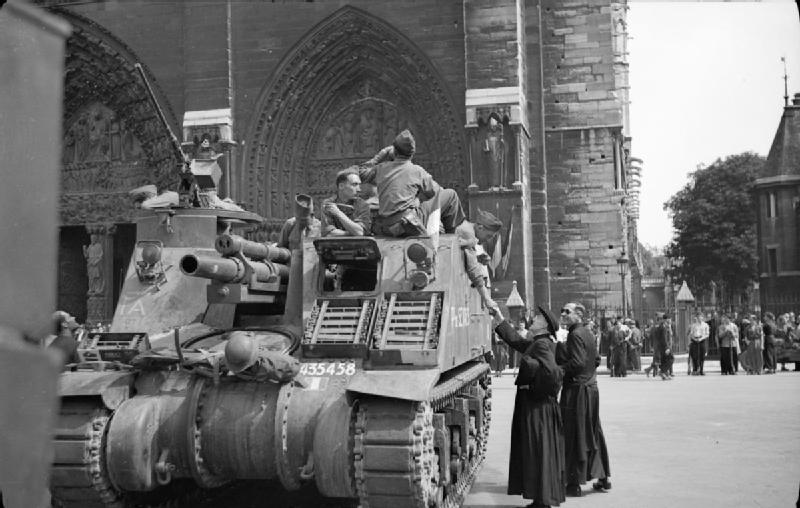
Artiglieria semovente francese della 2e division blindée davanti a Notre-Dame il 26 agosto 1944.

L'avanzata della 2e division blindée verso Parigi non fu priva di difficoltà; il generale Leclerc divise le sue forze in due raggruppamenti principali e decise di concentrare il groupement Dio al comando del tenente colonnello Louis Dio e il groupement Billotte, guidato dal colonnello Pierre Billotte, a sud con il compito di entrare nella capitale passando per la strada di Étampes che tuttavia era fortemente presidiata da sbarramenti anticarro tedeschi che rallentarono l'avanzata e inflissero perdite nel settore di Arpajon. Nel frattempo invece il groupement Langlade del colonnello Paul de Langlade, in movimento da ovest lungo la strada di Rambouillet aveva incontrato minore resistenza. Nel pomeriggio del 24 agosto, il colonnello de Langlade arrivò con le sue avanguardie a Boulogne-Billancourt e attraversò il ponte di Sèvres mentre i colonnelli Dio e Billotte erano a Fresnes dove erano ancora trattenuti dai difensori tedeschi a circa dodici chilometri dalla periferia meridionale di Parigi.
I generali americani Bradley e Gerow erano irritati per il rallentamento dell'avanzata e decisero di ordinare al generale Raymond O. Barton, comandante della 4ª Divisione fanteria di entrare in città senza attendere i francesi. Il generale Leclerc era preoccupato e ansioso; giunto al tramonto del 24 agosto a Fresnes ordinò al capitano Raymond Dronne di guidare immediatamente il suo reparto motorizzato dentro Parigi a ogni costo entro la notte. Il capitano Dronne guidava la 9ª compagnia del 3/RMT (Regiment de marche du Tchad); questo reparto, La Nueve, era formato principalmente da repubblicani spagnoli espatriati, equipaggiati con semicingolati halftracks denominati in ricordo delle battaglie della guerra civile, con nomi come "Madrid", "Guadalajara", "Brunete" e "Guernica". La compagnia degli spagnoli venne rinforzata da tre carri armati M4 Sherman del tenente Michard, appartenenti 501° Regiment des Chars de Combat; i tre Sherman portavano i nomi "Montmirail", "Champaubert" e "Romilly" in ricordo delle vittorie di Napoleone Bonaparte nel 1814 contro i prussiani.
Il capitano Dronne percorse rapidamente con i suoi semicingolati le strade secondarie attraverso L'Haÿ-les-Roses, Bagneux, Cachan e Arcueil; la Senna venne attraversata al ponte di Austerlitz e alle 21.22 del 24 agosto la colonna franco-spagnola raggiunse l'Hôtel de Ville al centro della città. Dopo questa riuscita incursione, alle ore 04.30 del 25 agosto il generale Leclerc fece entrare in azione il grosso della 2e division blindée: a sud il groupement tactique Billotte, diviso nei gruppi Warabiot e Putz, si diresse attraverso la port d'Italie su la Place du Châtelet per poi convergere su Place de la Concorde; a ovest il groupement Langlade, con i gruppi Massu e Minjonnet, avanzò attraverso la Place Charles-de-Gaulle e gli Champs-Élysées. Infine il groupement Dio, suddiviso nei gruppi Rouvillois e Noiret liberò Montparnasse, Les Invalides, occupò i ponti sulla Senna, la Scuola militare, il Campo di Marte e la Torre Eiffel.
Alle ore 14.30 del 25 agosto ebbe luogo un improvviso combattimento proprio al centro di Parigi; un carro Panzer V Panther sbucò da Place de la Concorde e aprì il fuoco contro i tank-destroyers M10 del RBFM (Regiment blindée des Fusiliers Marines) arrivati a Place de l'Etoile; sotto l'arco di Trionfo in quel momento si trovavano il colonnello de Langlade e il capitano Massu. I cacciacarri M10 lungo gli Champs-Élysées spararono al Panther fermo accanto all'Obelisco in Place de la Concorde; il carro tedesco venne immobilizzato. Provenienti da Rue de Rivoli, comparvero alcuni Sherman di una sezione del 501° Regimemt des Chars de Combat; uno dei carri francesi prima colpì frontalmente senza effetto il Panther, quindi lo speronò e catturò l'equipaggio. Alle ore 15.30 si arrese il generale Dietrich von Choltitz che venne subito condotto dal generale Leclerc che aveva raggiunto con il suo stato maggiore l'Hôtel de Ville, dove venne firmato il documento di resa della guarnigione tedesca. Il 26 agosto il generale de Gaulle poté sfilare lungo gli Champs-Élysées, accompagnato dai suoi collaboratori e dal generale Leclerc, in mezzo alla folla, sotto la protezione di reparti della 2e division blindée. La divisione francese perse durante la liberazione di Parigi 317 soldati e 41 mezzi corazzati.

### Da Dompaire a Strasburgo

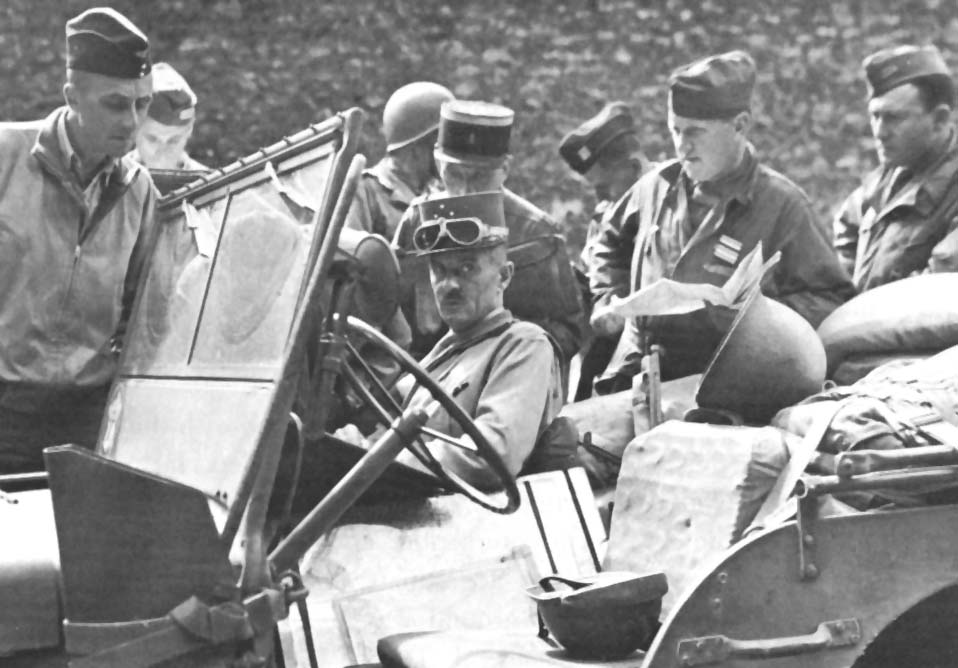
Il generale Philippe Leclerc, comandante della 2e division blindée, su una Jeep insieme ai suoi ufficiali

Dopo la liberazione di Parigi le truppe della 2e division blindée rimasero per alcuni giorni nella capitale dove condussero alcune operazioni di rastrellamento e dove supportarono militarmente la posizione politica del generale de Gaulle. In questa fase venne previsto dall'alto comando alleato e dallo stesso de Gaulle il trasferimento della divisione a sud per entrare a far parte della nuova 1ª Armata francese in costituzione in Provenza al comando del generale Jean de Lattre. Questa notizia provocò lamentele tra i soldati e il forte disappunto dello stesso generale Leclerc, scontento di essere subordinato ad un generale proveniente dall'esercito del Regime di Vichy. Alla fine la 2e division blindèe ritornò a far parte della 3ª Armata del generale Patton, inquadrata di nuovo nel XV corpo d'armata del generale Haislip con cui il generale Leclerc intratteneva ottimi rapporti di amicizia. L'8 settembre i francesi lasciarono Parigi, raggiunsero Troyes e quindi si raggrupparono a nord di Chaumont; il 10 settembre 1944, a ovest di Digione, la 2e division blindée effettuò il primo collegamento con le truppe americane provenienti dalla valle del Rodano dopo il successo dell'operazione Dragoon; in questo modo venne completato lo schieramento delle armate alleate in Europa esteso dal Mare del Nord al Mar Mediterraneo.
Il giorno seguente la divisione avanzò verso la Lorena divisa in tre raggruppamenti meccanizzati, il groupement Langlade guidò l'avanzata in direzione di Épinal, mentre più a nord erano in azione, in collegamento con una divisione di fanteria statunitense, il groupement Dio e il groupement Billotte; il generale Leclerc aveva il suo posto di comando cinque chilometri ad est di Vittel. Il 12 e il 13 settembre le unità meccanizzate del groupement Langlade furono impegnate inaspettatamente nella battaglia di Dompaire e raggiunsero uno dei più brillanti successi della storia della 2e division blindée. I reparti corazzati del colonnello Langlade, i gruppi Massu, Putz e Minjonnet, incapparono di sorpresa in una delle nuove Panzerbrigade organizzate affrettatamente dalla Wehrmacht, con numerosi carri moderni ed equipaggi inesperti, per contrastare l'avanzata alleata e contrattaccare. Nei due giorni di combattimenti i francesi della 2e division blindée dimostrarono la loro maggiore esperienza e la loro netta superiorità tattica; i tedeschi vennero bloccati dentro la cittadina di Dompaire e progressivamente distrutti da una serie di imboscate dei carri armati e dei cacciacarri del groupement Langlade, potentemente supportati dall'aviazione tattica americana.
La divisione francese subì solo lievi perdite, 44 morti e 7 mezzi corazzati distrutti, e sgominò quasi completamente la brigata corazzata tedesche che dovette battere in ritirata dopo aver perso 3.500 soldati e 69 mezzi corazzati sui 90 disponibili all'inizio della battaglia. La 2e division blindée, dopo aver raggiunto altri successi nei giorni seguenti, ricevette l'apprezzamento dei comandi americani e il generale Patton incontrò il generale Leclerc il 18 settembre. Vennero assegnate le Silver Star al generale e ad altri sei soldati francesi, mentre altri venticinque componenti della divisione ricevettero la Bronze Star. Dopo quasi un mese di interruzione delle operazioni in Lorena a causa di problemi logistici, la 2e division blindée, che era nel frattempo stata trasferita alla 7ª Armata statunitense del generale Alexander Patch, raggiunse una nuova vittoria il 31 ottobre liberando con un attacco a sorpresa notturno la città di Baccarat.

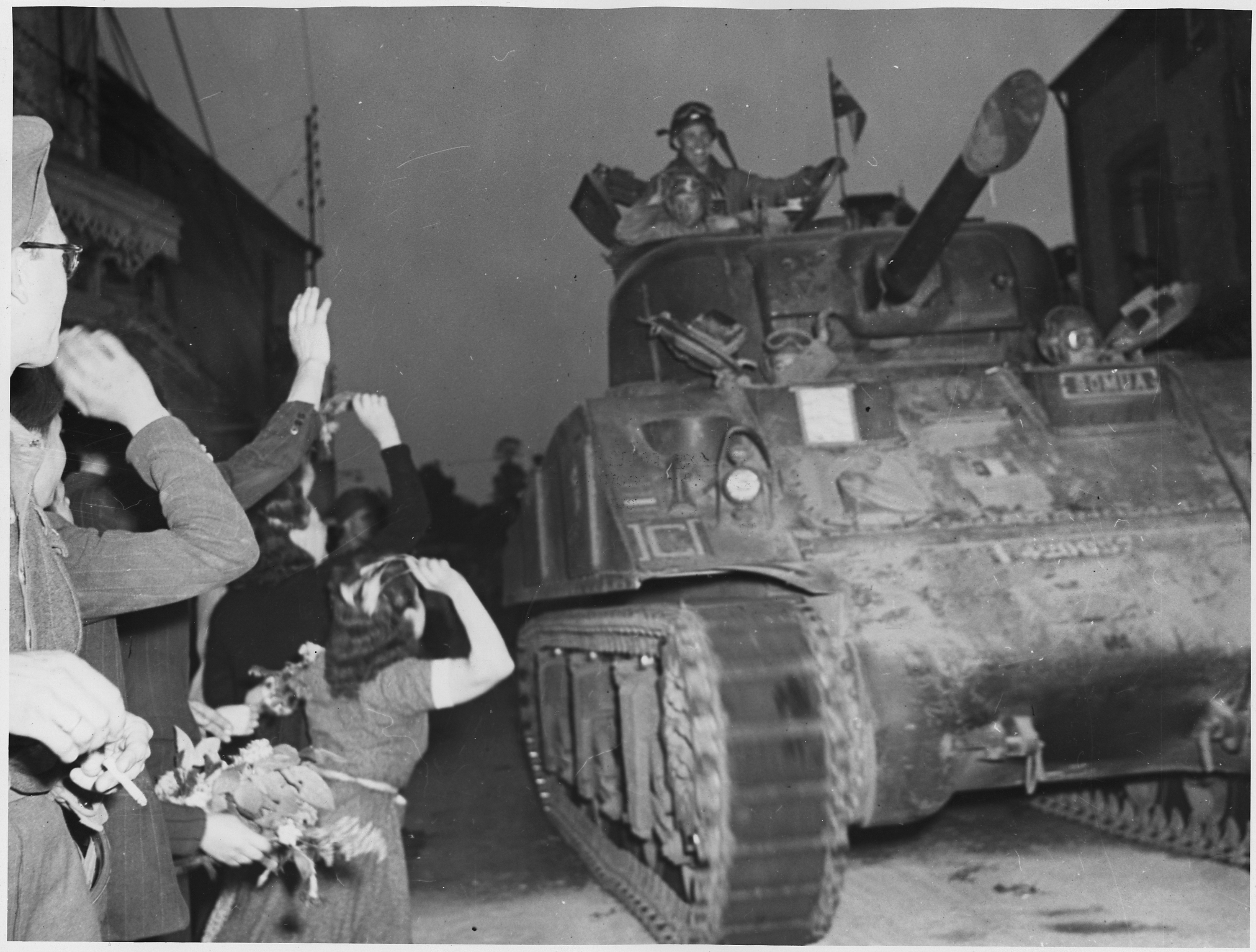
I carri M4 Sherman della 2e division blindée accolti entusiasticamente dalla popolazione francese.

Dal 3 novembre il generale Leclerc iniziò a pianificare la nuova offensiva che la 2e division blindée avrebbe dovuto sferrare, inquadrata di nuovo nel XV corpo d'armata statunitense della 7ª Armata, con l'obiettivo di liberare Strasburgo e raggiungere il Reno. Il comandante della divisione prese l'audace decisione di evitare un attacco diretto attraverso Sarrebourg o Saverne e di concentrare invece il groupement Langlade a Cirey-sur-Vezouze da dove sarebbe avanzato, percorrendo con i suoi mezzi corazzati impervie strade secondarie di montagna, fino a Rethal e Dabo, aggirando le principali difese tedesche. Nonostante i dubbi del colonnello Langlade, l'attacco ebbe inizio il 19 novembre e sorprese completamente il nemico. Mentre il groupement Dio effettuava un attacco frontale diversivo verso Phalsbourg, il colonnello Langlade fece avanzare da Cirey-sur-Vezouze i gruppi Massu e Guillebon che penetrarono nella foresta di Wangenbourg, valicarono il Col du Valsberg e raggiunsero entro il 21 novembre, nonostante le difficoltà del percorso e forti piogge, Dabo e Marmoutier; contemporaneamente il gruppo Rouvillois sbaragliò una divisione tedesca e raggiunse la pianura d'Alsazia a nord-est di Saverne. Con questa abile manovra i carri armati del groupement Langlade poterono attaccare alle spalle il sistema fortificato tedesco; il tenente colonnello Jacques Massu il 22 novembre liberò di sorpresa Saverne mentre il gruppo del tenente colonnello Minjonnet attaccò da est Phalsbourg e prese contatto con le colonne del groupement Dio.
La 2e division blindée sfruttò subito questo brillante successo; il generale Leclerc organizzò quatro colonne mobili che si diressero su percorsi separati verso Strasburgo; la manovra ebbe inizio alle ore 06.45 del 23 novembre. Da nord avanzò il groupement Langlade diviso nelle due colonne Massu e Rouvillois; più a sud si misero in movimento le colonne Putz e Cantarel del groupement Guillebon. Mentre le tre colonne meridionali, giunti alla cintura difensiva di Strasburgo furono fermate dalla resistenza tedesca e dalla presenza di un fossato anticarro, i carri armati del tenente colonnello Marc Rouvillois, avanzando lungo la strada Brumath-Schiltigheim, raggiunsero di sorpresa la periferia nord di Strasburgo alle ore 10.10 ed entrarono nella città. Entro il pomeriggio del 23 novembre 1944 i reparti francesi, rinforzati dall'arrivo di altre unità del groupement Langlade e del groupement Guillebon, superarono la resistenza nemica in città e completarono la liberazione di Strasburgo. Il 25 novembre si arresero gli ultimi reparti tedeschi, furono catturati 15.000 prigionieri. Il generale Leclerc ed i soldati della 2e division blindée poterono rivendicare finalmente di aver completato la missione, che si erano ambiziosamente assegnati nel famoso giuramento di Kufra, di innalzare la bandiera dei francesi liberi su Parigi e Strasburgo. Tuttavia la clamorosa vittoria non poté essere completata con la conquista del ponte sul Reno a Kehl, che fu distrutto in tempo dai tedeschi.

### La fine della guerra
Il periodo invernale successivo alla vittoria di Strasburgo non fu molto positivo per la 2e division blindée; la divisione venne trattenuta nel settore alsaziano-lorenese in compiti secondari e quindi venne trasferita alla 1ª Armata francese del generale Jean de Lattre con il quale il generale Leclerc era in pessimi rapporti personali. I soldati della 2e DB furono impegnati nel gennaio 1945 nella difficile operazione di rastrellamento della sacca di Colmar dove subirono notevoli perdite; dopo qualche insuccesso e forti contrasti del generale Leclerc con il comandante della 1ª Armata, l'8 febbraio i carri armati del groupement Langlade discesero lungo la riva occidentale del Reno e si congiunsero a Fessenheim con le unità corazzate della 1re division blindée provenienti da sud; le truppe tedesche della sacca di Colmar furono finalmente costrette alla resa.

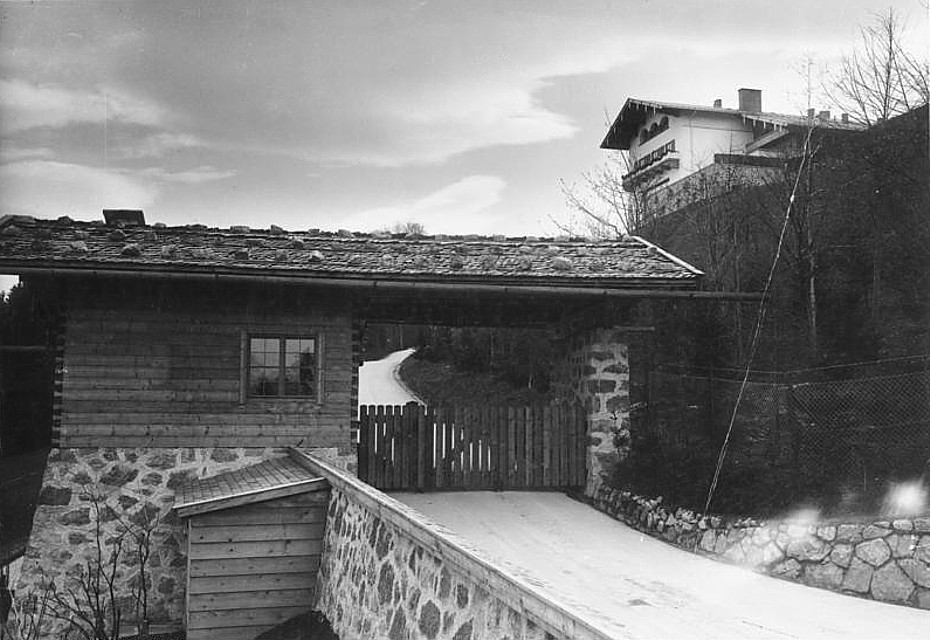
Un'immagine del Berghof, il rifugio alpino di Adolf Hitler che fu raggiunto per primi da reparti francesi della 2e division blindée il 4 maggio 1945.

Dopo la dura campagna invernale la 2e division blindée venne messa in riserva dietro il fronte del XV corpo del generale Haislip; il generale Leclerc era in attesa di rientrare in azione con i suoi soldati per la prevista offensiva finale contro la Germania ma, con sua grande delusione, la divisione venne invece temporaneamente trasferita a ovest per prendere parte all'attacco contro il porto di Royan che era ancora in mano tedesca. La piazzaforte venne conquistata il 17 aprile 1945, ma inizialmente il generale Alphonse Juin, il comandante dell'esercito francese, non autorizzò il ritorno della 2e DB in Germania dove era in corso l'avanzata finale alleata a est del Reno; solo dopo un colloquio con il generale Walter Bedell Smith, capo di stato maggiore del generale Eisenhower, il generale Leclerc riuscì ad ottenere il trasferimento dei suoi uomini alla 7ª Armata del generale Patch che stava marciando verso il Danubio.
La 2e division blindée iniziò la sua ultima campagna della seconda guerra mondiale il 25 aprile 1945 quando l'unità meccanizzata di testa, il groupement Guillebon, attraversò il Reno e raggiunsero Heidelberg; la divisione venne assegnata al XXI corpo d'armata statunitense del generale Frank W. Milburn. Il 28 aprile le avanguardie francesi raggiunsero Schwäbisch Hall; il 2 maggio il gruppo da ricognizione del capitano Sarazac, appartenente al groupement Guillebon attraversò l'Isar a Bad Tölz, mentre il groupement Langlade fu tra le unità alleate che liberarono il campo di concentramento di Dachau. Il 4 maggio 1945 il generale Leclerc ricevette gli ordini finali dal generale Patch e la 2e division blindée si diresse, insieme alla 3ª Divisione di fanteria americana, verso Berchtesgaden e Salisburgo. La divisione corazzata francese terminò la seconda guerra mondiale raggiungendo la località alpina poco prima delle unità americane della 101ª Divisione paracadutisti. Le unità corazzate del tenente colonnello Guillebon avanzarono rapidamente da occidente e alle ore 19.00 del 4 maggio furono i reparti della 2e DB che arrivarono per primi al famoso rifugio di Hitler al Berghof.

### Perdite
Secondo la documentazione del Service historique de la défense, la 2e division blindée alla fine della campagna nell'Europa nord-occidentale registrò in totale 1.224 morti, di cui 96 soldati nord-africani, e 5.257 feriti, di cui 584 nord-africani. L'unità corazzata francese rivendicò l'uccisione di 12.100 soldati nemici, la cattura di 41.500 prigionieri e la distruzione di 332 carri medi e pesanti, 2.200 veicoli di vario tipo e 426 cannoni. Altre fonti hanno calcolato invece che i morti della divisione sarebbero stati 1.687, tra cui 108 ufficiali, e 3.300 i feriti.
Il Monument commémoratif place du 25 août 1944 a Parigi elenca i nomi di 1.658 soldati del generale Leclerc morti per la Francia dal 1940 al 1946; circa l'8% sono soldati nord-africani.

### Dopo la seconda guerra mondiale

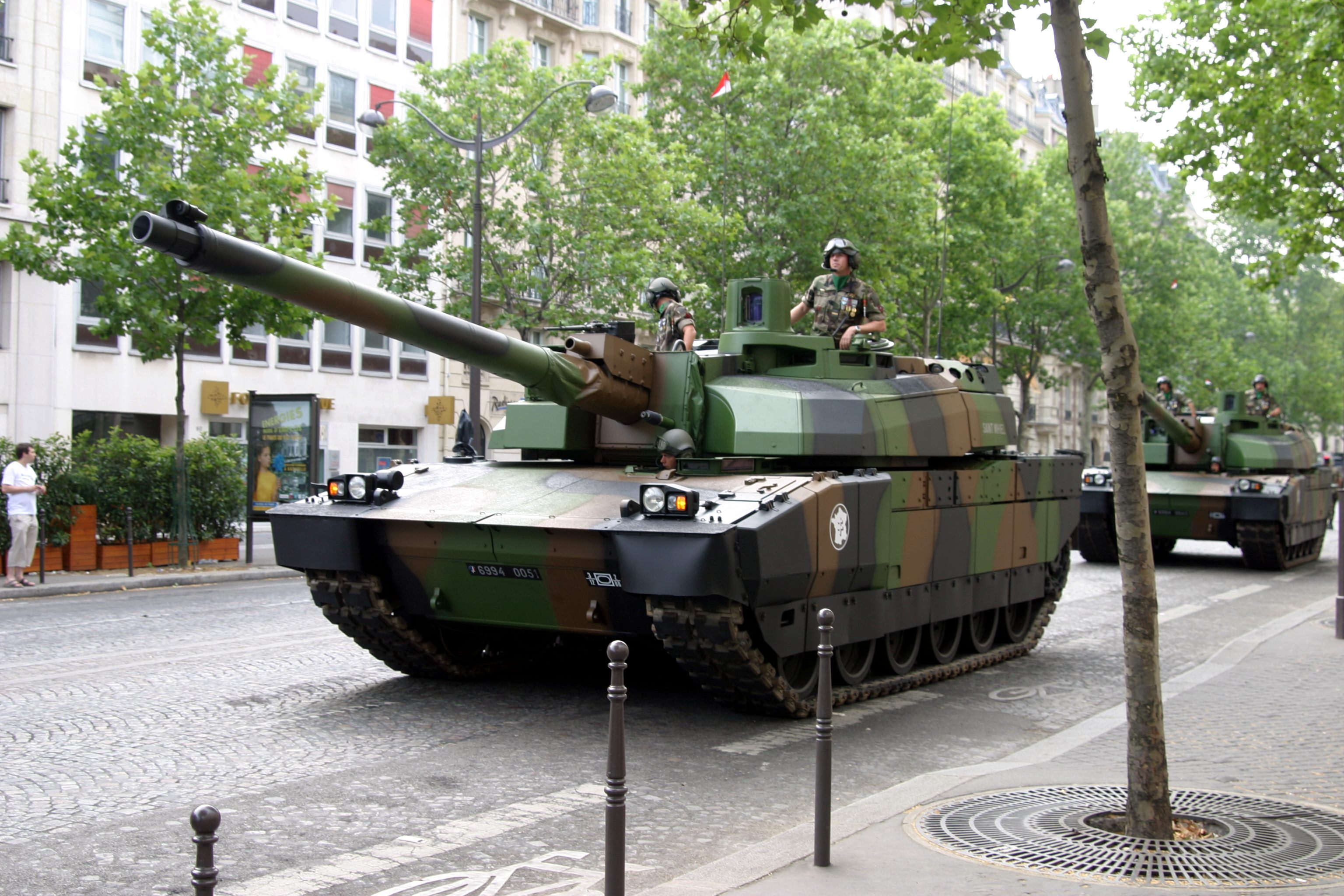
Un carro Leclerc; questi mezzi corazzati equipaggiano la 2e brigade blindée.

Il 13 maggio 1945 il comando supremo alleato cedette ufficialmente alla Francia il controllo operativo della 2e division blindée e dal 23 al 28 maggio 1945, dopo una parata dei reparti alla presenza del generale de Gaulle a Kloster-Lechfeld il 19 maggio 1945, l'unità corazzata si trasferì nella sua nuova guarnigione nella regione di Parigi. Il 22 giugno 1945 a Fontainebleau la 2e DB sfilò nuovamente per salutare la partenza del generale Leclerc che nell'occasione tenne un discorso di saluto e ringraziamento ai suoi soldati prima di partire per un nuovo incarico di comando in Indocina; la 2e division blindée passò al comando del colonnello Louis Dio. L'unità corazzata venne disattivata il 31 marzo 1946.
Negli anni 60 e 70 la 2e brigade blindée della 8e division blindée, componente del I corpo d'armata francese, mantenne le tradizioni della divisione Leclerc all'interno dell'Armée de terre fino al 1977 quando nel corso della profonda riorganizzazione dell'esercito venne ricostituita la 2e division blindée che fino al 1999 venne assegnata, con quartier generale a Versailles al comando del III corpo d'armata.
Nel 1999 la divisione è stata trasformata in 2e brigade blindée ed è stata equipaggiata negli anni 2000 con i nuovi moderni carri armati pesanti denominati Leclerc in onore del suo famoso comandante durante la seconda guerra mondiale.

## Evoluzione storica
- 1941 : colonna Leclerc
- febbraio 1943 : la colonna Leclerc diventa la "Force L" nel quadro della Ottava armata britannica
- marzo 1943 : la "Force L" integra la cosiddetta "Colonne volante", comandata dal tenente colonnello Jean Rémy.
- 30 marzo 1943 : la "Force L" diventa ufficialmente la 2e DFL (division française libre)
- 24 agosto 1943 : la 2e DFL diventa la 2e division blindée
- 31 marzo 1946: scioglimento
- 1977 : nuova costituzione della 2e division blindée
- 1999 : trasformazione in 2e brigade blindée

## Comandanti della divisione
- 28 giugno 1943 : generale Philippe Leclerc de Hauteclocque
- 22 giugno 1945 : colonnello poi generale Louis Dio

## Stazionamento dello stato maggiore
- maggio 1945 - 31 marzo 1946 : lo stato maggiore della 2e DB si installa a Saint-Germain-en-Laye
- 1977 - 1983 : stato maggiore della 2e DB a Saint-Germain-en-Laye
- 1983 - 1999 : stato maggiore della 2e DB a Versailles
- 1999 - 2010 : stato maggiore della 2e brigade blindée a Orléans nel quartiere Bellecombe
- luglio 2010 : stato maggiore della 2e BB a Illkirch-Graffenstaden nel quartier Leclerc .

## Memoriali

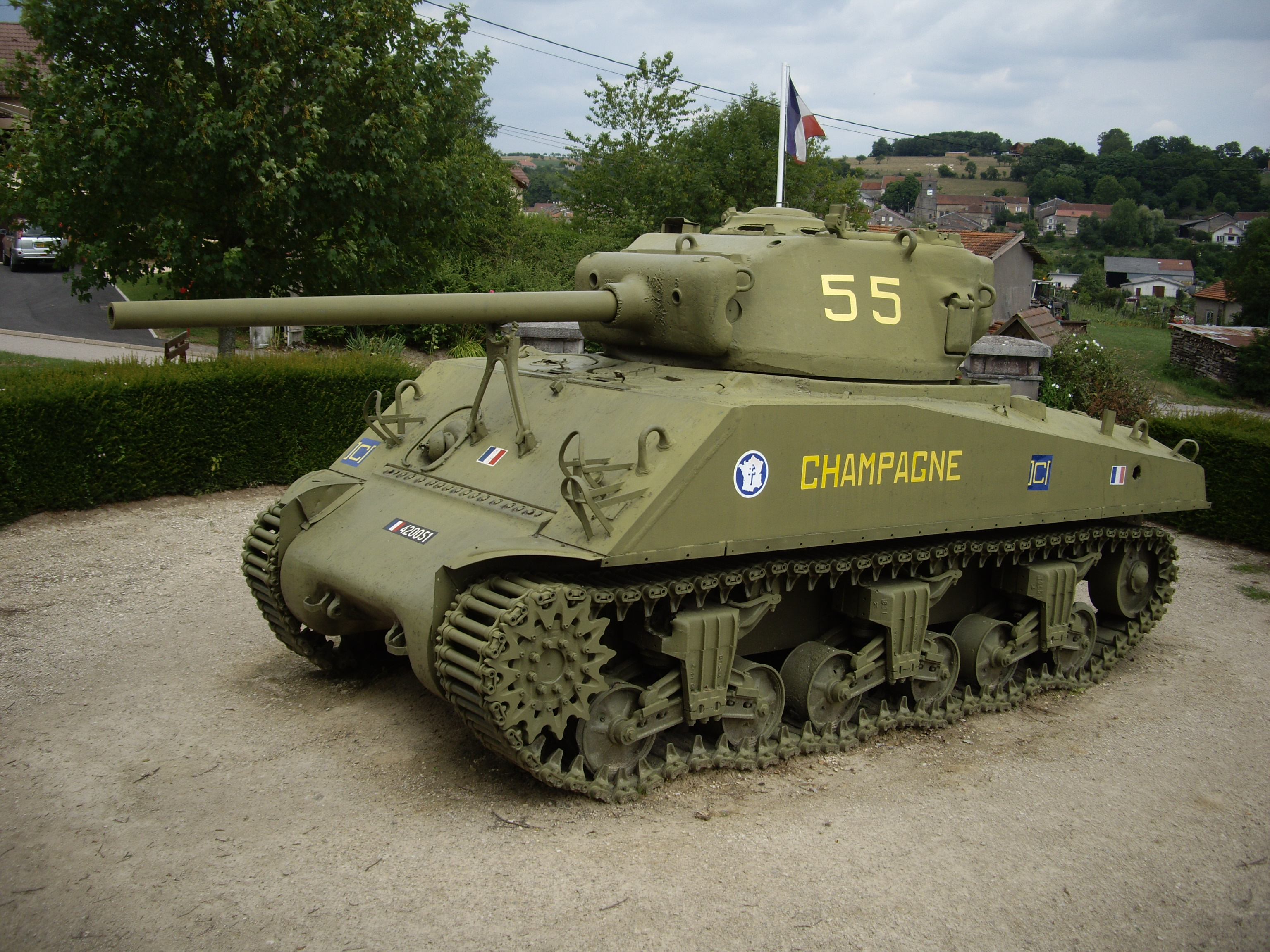
M4 Sherman "Champagne", del 12e RCA, messo fuori combattimento il 13 settembre 1944 a Ville-sur-Illon.

Numerosi monumenti sono stati eretti in omaggio della 2e division blindée; in particolare a Fyé a sud di Alençon, opera dello scultore G. Humeau che riporta una lista dei soldati uccisi dal nemico ed anche le vittorie dell'unità.
Alcuni carri armati americani che avevano fatto parte della 2e DB ed erano stati distrutti in combattimento, in particolare M4 Sherman, sono stati conservati:
- M4A2 Sherman "Valois" del 12e RCA, distrutto il 13 agosto 1944, conservato nella forêt d'Écouves
- M4A2 Sherman "Keren", del 501e RCC, distrutto il 12 agosto 1944, conservato a Saint-Christophe-le-Jajolet
- M4A2 Sherman "Massaoua", del 501e RCC, distrutto il 15 agosto 1944, conservato a Écouché
- M4A2 Sherman "Romilly", uno dei tre carri entrati per primi a Parigi il 24 agosto 1944, conservato a Romilly-sur-Seine
- L'obice semovente M8 "Edith", del 1er Régiment de Marche de Spahis Marocains, distrutto l'11 settembre 1944, conservato a Andelot
- M4A3 Sherman "Champagne", del 12e RCA, messo fuori combattimento il 13 settembre 1944, conservato a Ville-sur-Illon
- M4A2 Sherman "Mort-Homme", del 501e RCC, distrutto il 17 novembre 1944, conservato a Badonviller
- M4A3 Sherman "Bourg-la-Reine", del 12e Régiment de Cuirassiers, distrutto il 22 novembre 1944, conservato a Phalsbourg
- M4A2 Sherman "Chemin des Dames", del 501e RCC, messo fuori combattimento il 26 gennaio 1945, conservato a Grussenheim
- M4A2 Sherman "Corse", del 12e RCA, partecipante alla battaglia di Dompaire, conservato al musée des blindés di Saumur
- M4 Sherman "Moghrane", con obice da 105 mm, del 12e RCA, partecipante alla liberazione di Parigi e alla battaglia di Dompaire, conservato in una collezione privata
- Cacciacarri M10 "Souffleur II", conservato in una collezione privata

Altri carri e veicoli rappresentanti la 2e DB sono conservati come monumenti o in collezioni in Francia, ma non si tratta di mezzi originali che hanno preso parte ai combattimenti.

## Ordine di battaglia

### Unità della 2e division blindée nel 1944

#### Unità da combattimento
- Tre reggimenti di carri :
  - 501e Régiment de Chars de Combat
  - 12e régiment de chasseurs d'Afrique
  - 12e régiment de cuirassiers
- Un reggimento da ricognizione :
  - 1er régiment de marche de spahis marocains (autoblindo)
- Un reggimento cacciaccarri :
  - Régiment blindé de fusiliers-marins (tanks destroyers M10 Wolverine)
- Un reggimento di fanteria motorizzata :
  - Régiment de marche du Tchad

- 1er bataillon du Régiment de marche du Tchad
- 2e bataillon du Régiment de marche du Tchad
- 3e bataillon du Régiment de marche du Tchad

- Tre reggimenti d'artiglieria :
  - 3e régiment d'artillerie coloniale
  - 64e régiment d'artillerie
  - 40e régiment d'artillerie Nord-Africain
- Un gruppo d'artiglieria antiaerea:
  - 22e groupe colonial de F.T.A.
- Un battaglione del Genio :
  - 13e bataillon du génie

- Tre compagnie da combattimento e di equipaggi da ponte

- Unità di trasmissione
- Unità da trasporto
- Servizi

- Un battaglione medico :
  - tre compagnie médiche

- 1re compagnie médicale et groupe d'ambulancières Rochambeau
- 2e compagnie médicale et groupe d'ambulancières de la Marine
- 3e compagnie médicale et groupe de volontaires anglais

Un distaccamento di controllo della circolazione su ruote
Totale dei veicoli da combattimento in organico :
- 85 carri leggeri M3 Stuart (tipo M3A3)
- 165 carri medi M4 Sherman
- 36 cacciacarri M10 Wolverine
- 64 autoblindo M8 Greyhound
- 664 M3 Half-track
- 27 obici da 75 mm semoventi (tipo M8 HMC)
- 54 obici da 105 mm semoventi (tipe M7 Priest)

#### Unita organiche
- compagnie de transmissions 97/84
- 97e compagnie de quartier général
- 197e compagnie de transport
- 297e compagnie de transport
- 397e compagnie de circulation routière
- 497e compagnie de services
- 13e groupe d'exploitation
- 15e groupe d'escadrons de réparation
- 13e bataillon médical

### Raggruppamenti tattici della 2e division blindée durante la liberazione di Strasburgo (novembre 1944)

#### Groupement Dio (tenente colonnello Louis Dio)
- 1er bataillon de Régiment de marche du Tchad
- 12e régiment de cuirassiers
- 3e régiment d'artillerie Coloniale
- 1re Compagnie du Génie
- 1re Compagnie Médicale
- 4º e 5º squadrone di Spahis marocchini
- 1 squadrone di cacciacarri del Régiment blindé de fusiliers-marins

#### Groupement Langlade (colonnello Paul de Langlade)
- 2e bataillon de Régiment de marche du Tchad
- 12e régiment de chasseurs d'Afrique
- 40e Régiment d'Artillerie Nord-Africain
- 2e Compagnie du Génie
- 2e Compagnie Médicale
- 2º squadrone di Spahis marocchini
- 1 squadrone di cacciacarri del Régiment blindé de fusiliers-marins

#### Groupement Guillebon (tenente colonnello Jacques de Guillebon)
- 3e bataillon de Régiment de marche du Tchad
- 501e Régiment de Chars de Combat
- 64e Régiment d'Artillerie
- 3e Compagnie du Génie
- 3e Compagnie Médicale
- 3º squadrone di Spahis marocchini
- 1 squadrone di cacciacarri del Régiment blindé de fusiliers-marins

#### Groupement Remy (tenente colonnello Jean Rémy)
- 1º, 4º, 6º, 7º e 8º squadrone di Spahis marocchini
- 1 squadrone di cacciacarri del Régiment blindé de fusiliers-marins

## Videogiochi
Una rappresentazione videoludica della 2e division blindée è presente in Steel Division: Normandy 44.